# Leroy Van Dyke
Leroy Van Dyke, född 4 oktober 1929 i Pettis County, Missouri, är en amerikansk countrysångare. Han slog igenom 1956 med sången "The Auctioneer". Några år senare hade han en stor hit med "Walk on By", som 1994 av Billboard Magazine utsågs till den främsta countrysången genom tiderna. 

## Diskografi
Album
- 1962 – Walk on By
- 1963 – Movin' Van Dyke
- 1963 – Leroy Van Dyke's Greatest Hits
- 1964 – Songs for Mom & Dad
- 1964 – Leroy Van Dyke at the Trade Winds
- 1965 – The Leroy Van Dyke Show
- 1965 – Out of Love
- 1966 – Country Hits
- 1968 – Lonesome Is
- 1969 – I've Never Been Loved
- 1969 – Just a Closer Walk With Thee
- 1972 – Greatest Hits
- 1977 – Gospel Greats
- 1979 – Rock Relics

Singlar (topp 50 på Billboard Hot Country Songs)
- 1956 – "The Auctioneer" (#9)
- 1961 – "Walk on By" (#1)
- 1962 – "If a Woman Answers (Hang Up the Phone)" (#3)
- 1962 – "Black Cloud" (#16)
- 1964 – "Night People" (#45)
- 1965 – "Anne of a Thousand Days" (#40)
- 1966 – "Roses from a Stranger" (#34)
- 1968 – "Louisville" (#23)